# Piptomeris carduacea
Piptomeris carduacea là một loài thực vật có hoa trong họ Đậu. Loài này được (Meisn.) Greene miêu tả khoa học đầu tiên năm 1893.